# Olympische Sommerspiele 1928/Teilnehmer (Philippinen)
| Gelbes Symbol für Goldmedaillen mit stilisierten Olympischen Ringen | Graues Symbol für Silbermedaillen mit stilisierten Olympischen Ringen | Braundes Symbol für Bronzemedaillen mit stilisierten Olympischen Ringen |
| ------------------------------------------------------------------- | --------------------------------------------------------------------- | ----------------------------------------------------------------------- |
| —                                                                   | —                                                                     | 1                                                                       |

Die Philippinen nahmen an den Olympischen Sommerspielen 1928 in Amsterdam, Niederlande, mit einer Delegation von vier Sportlern (allesamt Männer) teil.

## Medaillengewinner

### Bronze
| Name              | Sportart  | Wettkampf       |
| ----------------- | --------- | --------------- |
| Teófilo Yldefonso | Schwimmen | 200 Meter Brust |

## Teilnehmer nach Sportarten

### Leichtathletik
- Anselmo Gonzaga
100 Meter: Viertelfinale
200 Meter: Vorläufe

- Simeon Toribio
Hochsprung: 4. Platz

### Schwimmen
- Tuburan Tamse
400 Meter Freistil: Vorläufe
1500 Meter Freistil: Vorläufe

- Teófilo Yldefonso
200 Meter Brust: Bronze